# Chamzia Bogdanow
Chamzia Salimowicz Bogdanow (ros. Хамзя Салимович Богданов, tat. Хәмзә Богданов, ur. 2 listopada?/15 listopada 1904 we wsi Staroje Timoszkino w guberni symbirskiej, zm. 29 czerwca 1983 w Leningradzie) – radziecki dowódca wojskowy narodowości tatarskiej, pułkownik, Bohater Związku Radzieckiego (1945).

## Życiorys
Skończył dwie klasy szkoły drugiego stopnia w rodzinnej wsi, pracował jako ślusarz, od października 1923 służył w Armii Czerwonej, w 1926 skończył szkołę piechoty w Uljanowsku. Był dowódcą plutonu w Tyraspolu, w 1929 skończył kursy pancerne w Leningradzie, później dowodził kompanią i był szefem sztabu pułku w Leningradzkim Okręgu Wojskowym, a 1932-1940 szefem łączności leningradzkiej szkoły techników pancernych, w 1939 zaocznie ukończył studia w Akademii Wojskowej im. Frunzego. Od lutego do grudnia 1940 wykładał taktykę w leningradzkiej szkole wojskowej, potem został szefem wydziału operacyjnego sztabu 24 Dywizji Piechoty w Leningradzkim Okręgu Wojskowym, na tym stanowisku po ataku Niemiec na ZSRR walczył na Froncie Północnym (czerwiec – sierpień 1941) i Leningradzkim (sierpień – wrzesień 1941). Brał udział w obronie Leningradu, od października 1941 do stycznia 1942 był zastępcą szefa sztabu ds. operacyjnych 125 Brygady Pancernej Frontu Leningradzkiego, uczestniczył w operacji tichwinskiej, od marca do września 1942 zastępcą szefa wojsk pancernych 42 Armii Frontu Leningradzkiego. Od września 1942 do października 1943 dowodził 34 samodzielnym pułkiem pancernym na Froncie Kalinińskim (od listopada 1942 do lutego 1943) i Stepowym (od maja do października 1943), brał udział w operacji wielkołuckiej, bitwie pod Kurskiem, operacji biełgorodzko-charkowskiej i połtawsko-krzemieńczuckiej, 20 sierpnia 1943 został kontuzjowany. Od października 1943 do stycznia 1944 dowodził 37 Brygadą Zmechanizowaną 2 Frontu Ukraińskiego, uczestniczył w bitwie o Dniepr i natarciu na Krzywy Róg, 12 listopada 1943 został ponownie kontuzjowany. W czerwcu 1944 skończył akademickie kursy doskonalenia kadry dowódczej, w sierpniu 1944 został dowódcą 22 Brygady Gwardii 1 Frontu Ukraińskiego, brał udział w operacji lwowsko-sandomierskiej, sandomiersko-śląskiej, dolnośląskiej, berlińskiej i praskiej. 21 stycznia 1945 został ranny. 25 kwietnia 1945 dowodzona przez niego brygada jako jedna z pierwszych weszła do Berlina. Po wojnie dowodził brygadą w Grupie Wojsk Radzieckich w Niemczech, od sierpnia 1945 do października 1946 22 pułkiem zmechanizowanym, 1946-1947 był zastępcą dowódcy, a od lipca 1947 do kwietnia 1948 dowódcą batalionu zmechanizowanego w Grupie Wojsk Radzieckich w Niemczech. W 1948 został zastępcą dowódcy pułku zmechanizowanego, od października do grudnia 1949 zastępcą dowódcy 14 Dywizji Zmechanizowanej Gwardii, a 1950-1953 kierownikiem kursu wyższej oficerskiej szkoły artylerii w Łomonosowie, w lipcu 1953 został przeniesiony do rezerwy. W latach 1954–1972 był dyrektorem szkoły technicznej. Jego imieniem nazwano ulicę w Prioziersku.

## Odznaczenia
- Złota Gwiazda Bohatera Związku Radzieckiego (31 maja 1945)
- Order Lenina (dwukrotnie - 31 maja 1945 i 20 czerwca 1949)
- Order Czerwonego Sztandaru (trzykrotnie - 31 sierpnia 1943, 30 kwietnia 1945 i 3 listopada 1953)
- Order Kutuzowa II klasy (6 kwietnia 1945)
- Krzyż Srebrny Orderu Virtuti Militari (Polska, 1945)
- Order Czerwonej Gwiazdy (Czechosłowacja, 1970)
- Krzyż Wojenny Czechosłowacki 1939 (Czechosłowacja, 1945)

I medale.